# Tusnad Cycling Team/Saison 2009
Mannschaft und Erfolge des Tusnad Cycling Team in der Saison 2009.

## Erfolge

### Erfolge in der UCI Europe Tour
| Datum     | Rennen                        | Kat. | Fahrer            |
| --------- | ----------------------------- | ---- | ----------------- |
| 9. August | 4. Etappe Tour of Szeklerland | 2.2  | Aurélien Passeron |

## Mannschaft
| Name                          | Geburtstag         | Nationalität | Team 2008                          |
| ----------------------------- | ------------------ | ------------ | ---------------------------------- |
| Tamaș Csicsaky                | 4. Juni 1980       | Rumänien     | Neoprofi                           |
| Gergely Kiss                  | 6. März 1981       | Ungarn       | Ex-Profi (Team Cornix 2007)        |
| Tamás Lengyel                 | 12. November 1980  | Ungarn       | Team Sparebanken Vest              |
| Attila Madaras                | 7. Februar 1985    | Rumänien     | Neoprofi                           |
| Samuele Marini (ab 01.07.)    | 14. September 1981 | Ungarn       | P-Nívó Betonexpressz 2000 Corratec |
| Attila Mihok                  | 2. Mai 1989        | Rumänien     | Neoprofi                           |
| Carol Eduard Novak            | 28. Juli 1976      | Rumänien     | Neoprofi                           |
| Aurélien Passeron (ab 01.07.) | 19. Januar 1984    | Frankreich   | Scott-American Beef                |
| Jan Erik Rozic                | 19. Oktober 1990   | Slowenien    | Neoprofi                           |
| Albert-Filon Serban           | 25. Januar 1988    | Rumänien     | Neoprofi                           |
| Stritof Simon                 | 24. Dezember 1983  | Rumänien     | Neoprofi                           |
| Bálint Szeghalmi              | 16. September 1980 | Ungarn       | Cinelli-OPD                        |
| Marcel Ternovsek              | 18. Februar 1987   | Slowenien    | Neoprofi                           |
| Serghei Țvetcov (ab 01.07.)   | 29. Dezember 1988  | Moldau       | Delma 2003                         |